# Luis Trujillo
Luis Enrique Trujillo Ortiz (Talara, 27 dicembre 1990) è un calciatore peruviano, centrocampista del Sport Huancayo.